# Tauala
Genre
Tauala est un genre d'araignées aranéomorphes de la famille des Salticidae.

## Distribution
Les espèces de ce genre sont endémiques du Queensland en Australie.

## Liste des espèces
Selon World Spider Catalog (version 23.5, 12/09/2022) :
- Tauala alveolatus Wanless, 1988
- Tauala athertonensis Gardzińska, 1996
- Tauala australiensis Wanless, 1988
- Tauala bilobatus Żabka & Patoleta, 2015
- Tauala daviesae Wanless, 1988
- Tauala lepidus Wanless, 1988
- Tauala minutus Wanless, 1988
- Tauala ottoi Żabka & Patoleta, 2015
- Tauala palumaensis Żabka & Patoleta, 2015
- Tauala setosus Żabka & Patoleta, 2015
- Tauala splendidus Wanless, 1988
- Tauala zborowskii Żabka & Patoleta, 2015

## Systématique et taxinomie
Ce genre a été décrit par Wanless en 1988 dans les Salticidae.

## Publication originale
- Wanless, 1988 : « A revision of the spider group Astieae (Araneae: Salticidae) in the Australian region. » New Zealand journal of zoology, vol. 15, no 1, p. 81-172.